# Kriegsmarinewerft Wilhelmshaven
Kriegsmarinewerft Wilhelmshaven byla německá loděnice působící v letech 1919–1945 ve Wilhelmshavenu. Patřila mezi významné stavitele válečných lodí pro meziválečnou německou Reichsmarine a následně Kriegsmarine v období druhé světové války. Mimo jiné postavila bitevní loď Tirpitz, několik křižníků a 27 ponorek. Roku 1946 byla loděnice zrušena.

## Historie

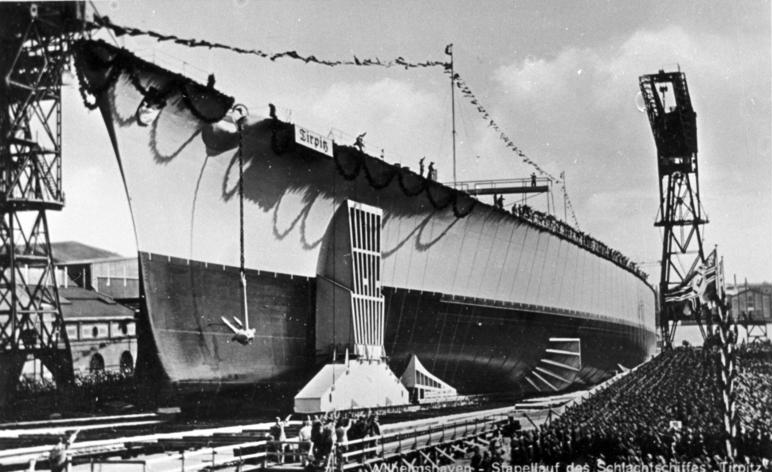
Tirpitz během spuštění na vodu

Loděnice Reichsmarinewerft Wilhelmshaven byla založena roku 1919 v místě zrušené císařské loděnice Kaiserliche Werft Wilhelmshaven. Po celou dobu existence ji vlastnil stát, neboť měla strategický význam pro německé námořnictvo. Sloužila ke stavbě, údržbě a opravě jeho válečných lodí. Ve dvacátých letech loděnice postavila první dvě poválečné třídy německých torpédoborců a několik lehkých křižníků. Ve třicátých letech námořnictvu dodala i několik těžkých lodí. Roku 1935 loděnice změnila jméno na Kriegsmarinewerft Wilhelmshaven. Za druhé světové války loděnice dodala celkem 27 ponorek typu VIIC (U-751 až U-768 a U-771 až U-779). Další tři ponorky zůstaly nedokončeny. Sloužila i jako významné opravárenské centrum. Několikrát byla poškozena spojeneckými nálety. Po skončení války se dostala pod britskou správu. Roku 1946 byla zrušena a její podstatná část byla zničena.

## Plavidla

### Bitevní lodě

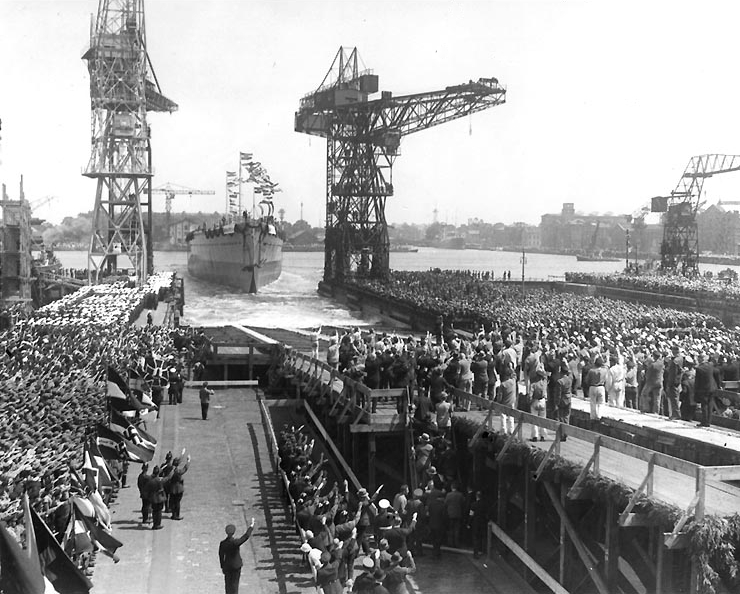
Admiral Scheer během spuštění na vodu

- Třída Bismarck
  - Tirpitz

- Třída Scharnhorst
  - Scharnhorst

### Křižníky
- Třída Deutschland
  - Admiral Graf Spee
  - Admiral Scheer

- Třída Leipzig
  - Leipzig

- Třída Königsberg
  - Königsberg
  - Köln

- Emden

### Torpédoborce

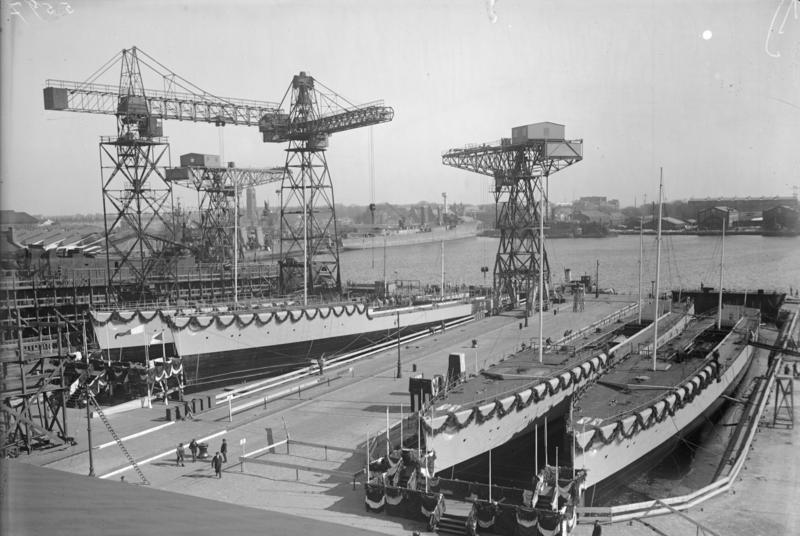
Torpédoborce třídy Raubtier

- Třída Raubvogel (6 ks)
- Třída Raubtier (6 ks)

### Ponorky
- Typ VII (27 ks)

### Ostatní
- Bremse – cvičná loď